# Walter Liedtke
Walter Liedtke (28. srpna 1945 – 3. února 2015) byl americký historik umění, dlouholetý kurátor newyorského Metropolitního muzea.

## Život
Narodil se roku 1945 v New Jersey, kde také vyrůstal. Nejprve získal titul B.A. na Rutgers University v New Jersey. Studoval na Brownově univerzitě ve městě Providence, kde získal titul M.A., a později na londýnské Courtauld Institute of Art. Později pracoval čtyři roky jako pedagog na Ohijské státní univerzitě. Roku 1979 získal grant Mellon Fellowship pro studium v newyorském Metropolitním muzeu. V následujícím roce začal pracovat jako kurátor umění. Zabýval se evropskými, převážně vlámskými a holandskými obrazy, výrazně se zabýval například školou Janem Vermeerem. V roce 1993 byl belgickým králem Albertem II. povýšen na rytíře řádu krále Leopolda I. a roku 2007 byl nizozemskou královnou Beatrix jmenován důstojníkem řádu Oranje-Nassau. Zemřel v únoru 2015 při železniční nehodě v obci Valhalla ve věku 69 let.

## Dílo
- Architectural Painting in Delft (1982)
- The Royal Horse and Rider: Painting, Sculpture and Horsemanship 1500–1800 (1989)
- Flemish Paintings in America (1982)
- A View of Delft: Vermeer and his Contemporaries (2000)
- The Study of Dutch Art in America (2000)
- Vermeer: The Complete Paintings (2008)